# Yaquina Bay Bridge
De Yaquina Bay Bridge is een boogbrug over Yaquina Bay direct ten zuiden van Newport (Oregon). Het maakt onderdeel uit van U.S. Route 101 die langs de Amerikaanse westkust ligt tussen Los Angeles (Californië) en Olympia (Washington). De brug is ontworpen door architect Conde B. McCullough. De brug werd op 6 september 1936 opengesteld voor verkeer.

## Geschiedenis
Tussen 1932 en 1936 werden in Oregon zes bruggen aangelegd. Dit waren Alsea Bay Bridge bij Waldport, de Siuslaw River Bridge in Florence, de Umpqua River Bridge bij Reedsport, de Coos Bay bij Coos Bay en de Rogue River Bridge bij Gold Beach. De laatste brug die in deze periode gereed kwam was de Yaquina Bay Bridge. Hiermee werd de bereikbaarheid van de plaatsen aan de Oregon kust sterk verbeterd. Voor de aanleg van de bruggen werden auto’s en passagiers met veerschepen overgezet.
Met de bouw van de brug over de Yaquina Bay werd op 1 augustus 1934 begonnen en op 6 september 1936 werd het geopend voor verkeer. De totale bouwkosten bedroegen US$ 1.301.016. Zo’n 220 arbeiders waren erbij betrokken, er werd ruim 3.000 ton staal in verwekt en 23.000 m³ beton. De twee belangrijkste aannemers waren Gilpin Construction Company uit Portland, Oregon en General Construction Company uit Seattle.
In 2005 werd de brug opgenomen in het National Register of Historic Places.

## Beschrijving
De grootste boog overspant een afstand van 180 meter. Dit is een boogbrug met trekband waarbij de boog boven het rijdek uitsteekt. Bij alle andere bogen van de Yaquina Bay brug ligt het rijdek boven de boog. Aan beide zijden van de grootste boog zijn twee kleinere boogbruggen aangelegd, elk met een overspanning van 110 meter. Aan de noordkant maakte deze bijna direct contact met het land, maar aan de zuidzijde volgen nog vijf kleinere bogen voordat de zuidoever van de Yaquina Bay wordt bereikt. De brug heeft en totale lengte van 990 meter.
Op de brug liggen twee rijstroken met een totale breedte van 8,2 meter. De weg wordt aan beide kanten geflankeerd met een voetpad van 1,1 meter breed. Het hoogste punt van de grote boog ligt 75 meter boven zeeniveau. Voor de scheepvaart is een kanaal beschikbaar van 120 meter breed en de doorvaarthoogte is zo’n 41 meter.
De brug is gebouwd met art deco en streamline design stijlelementen, maar ook gotische stijlvormen zijn terug te vinden. Aan de noord- en zuidzijde van de brug zijn platforms gemaakt voor voetgangers. Vanaf de platforms hebben de bezoekers een uitzicht op de brug en de trappen geven ook toegang tot de parken beneden de brug.

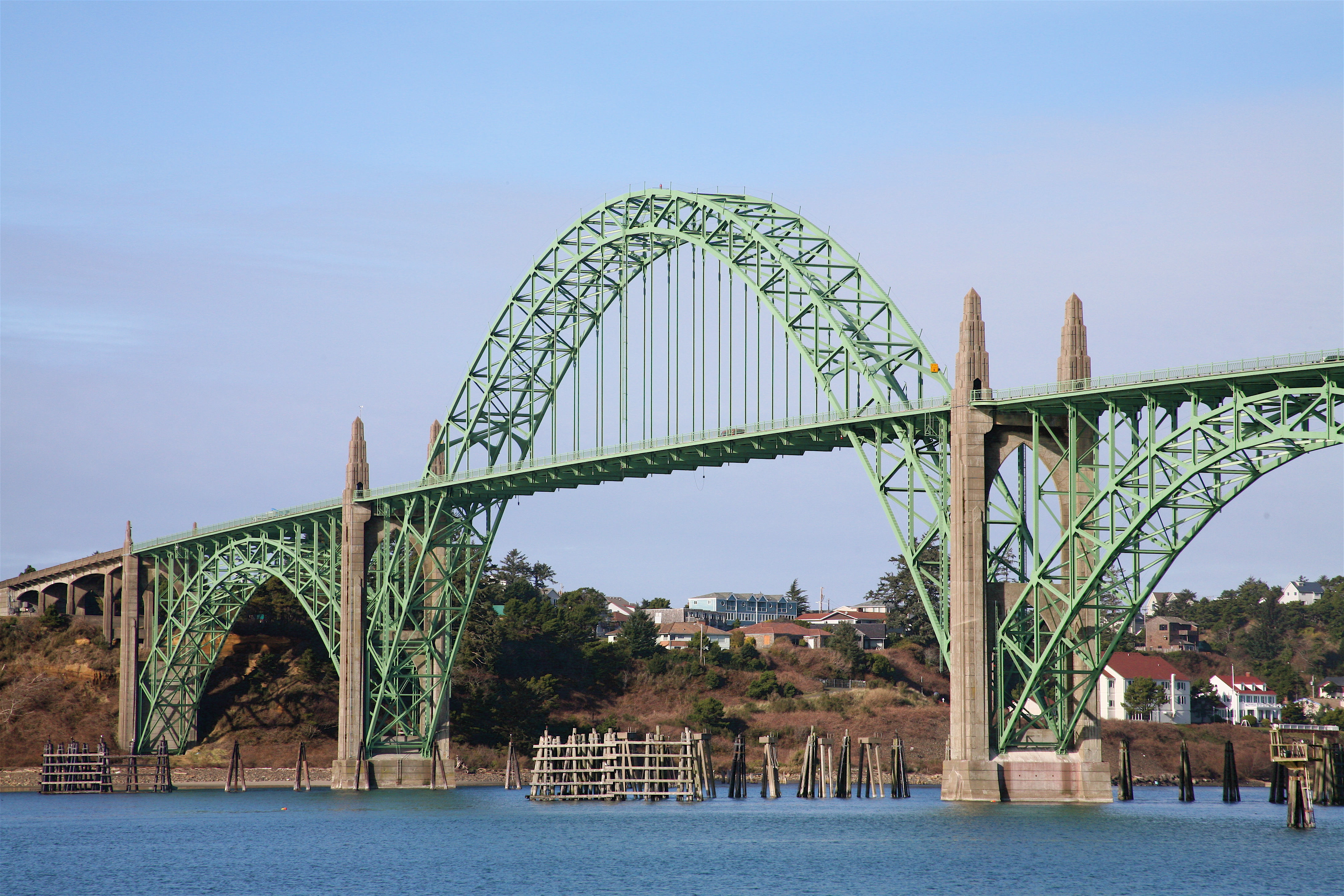
De hoofdboog
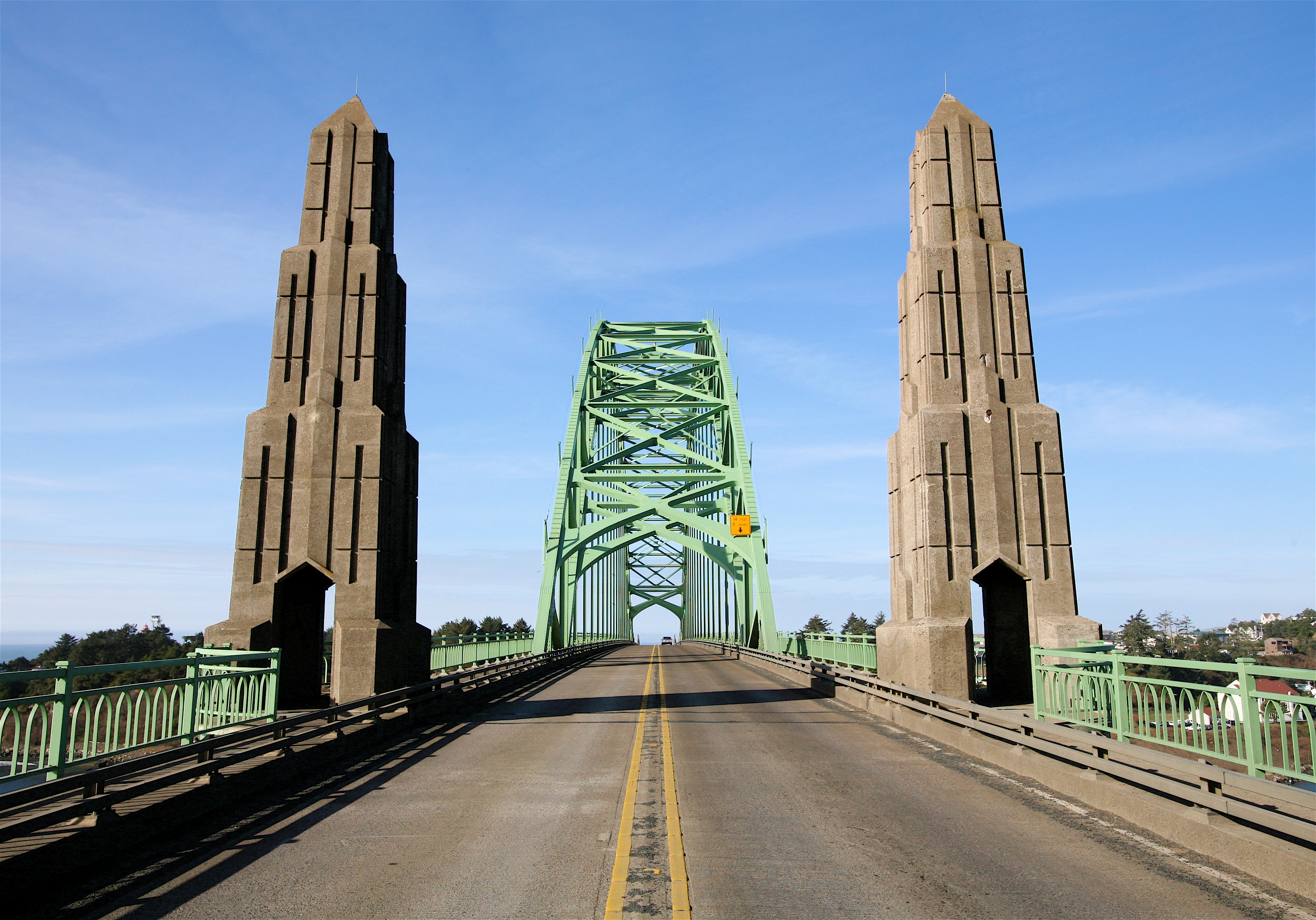
Zicht over de weg
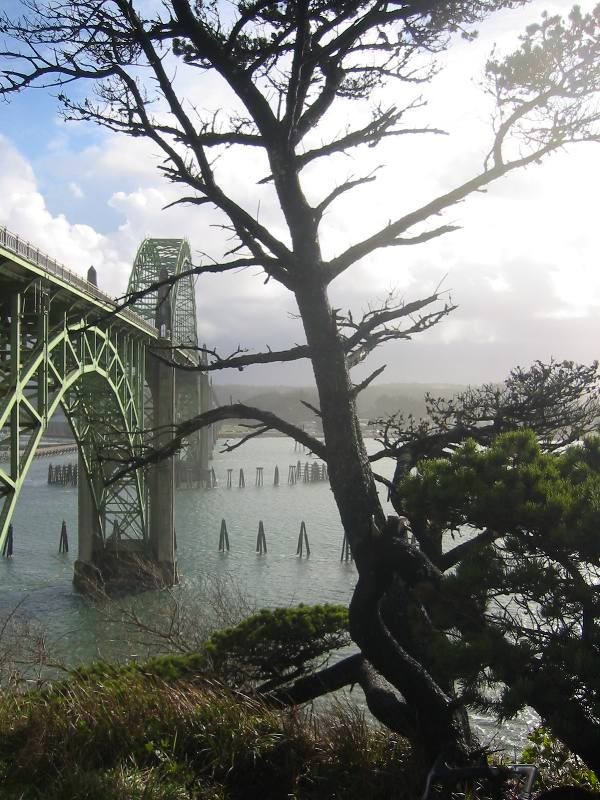
De brug naar het zuiden
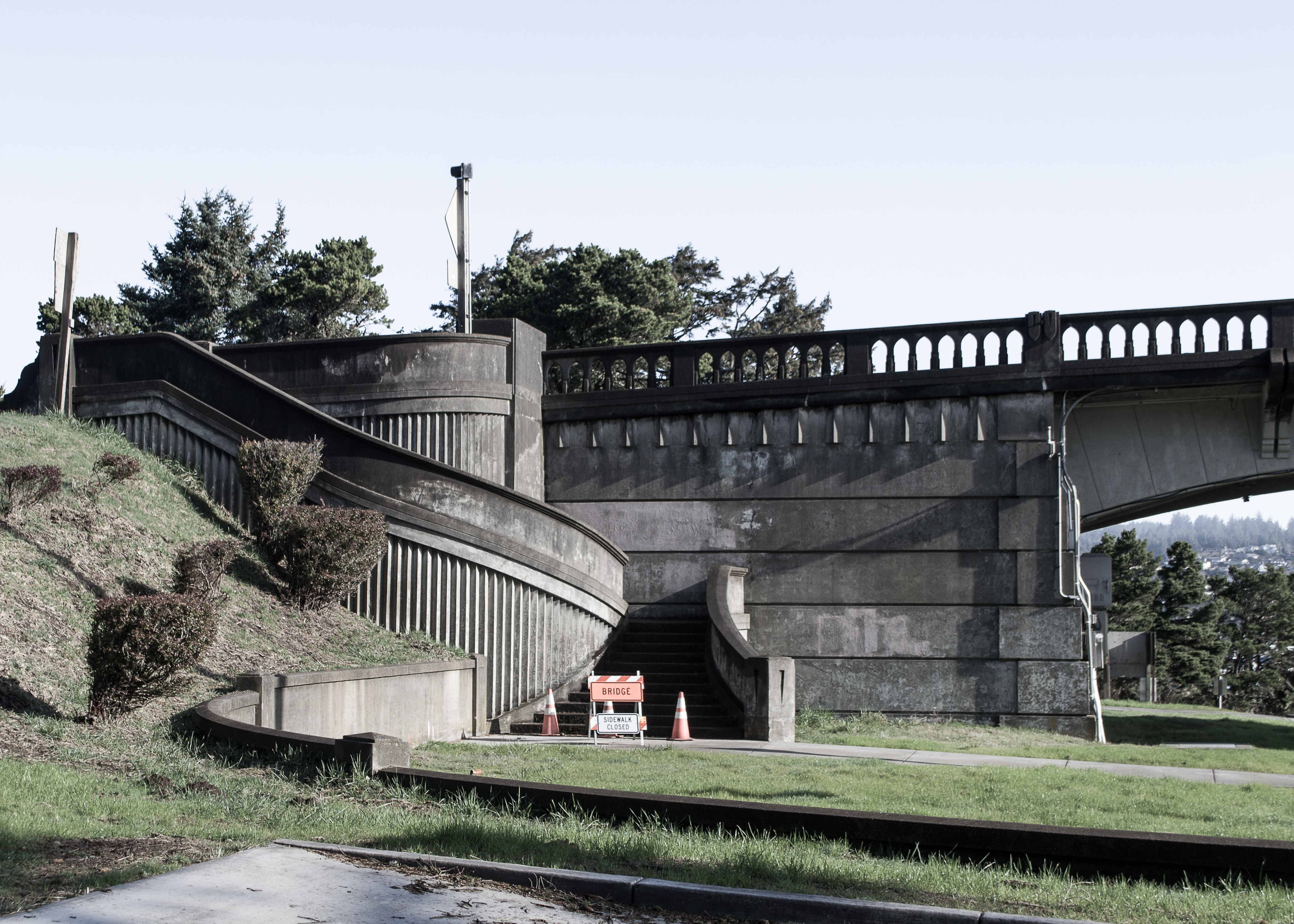
Trap voor voetgangers

## Gebruik
In 2010 maakten zo’n 15.000 voertuigen per dag gebruik van de brug.
Sinds 2013 mogen zeer zware vrachtwagens alleen onder bepaalde voorwaarden gebruikmaken van de brug. De brug zal worden afgesloten voor ander verkeer en de zware vrachtwagens mogen gebruikmaken van beide rijstroken over de brug. Op jaarbasis passeren zo’n 200 vrachtwagens waarvoor dit speciale regime zal gaan gelden. Met deze maatregel wordt schade aan de brug voorkomen.